# Lekkoatletyka na Letnich Igrzyskach Olimpijskich 1904 – bieg na 200 metrów przez płotki
Bieg na 200 metrów przez płotki podczas igrzysk olimpijskich w 1904 w Saint Louis rozegrano 1 września 1904 na stadionie Francis Field należącym do Washington University. Startowało 5 lekkoatletów, wszyscy ze Stanów Zjednoczonych. Rozegrano od razu finał. Konkurencja ta znalazła się po raz drugi i ostatni w programie igrzysk olimpijskich.

## Rekordy
| Rekord świata     | 23,6 | Alvin Kraenzlein | Nowy Jork (USA) | 28 maja 1898  |
| Rekord olimpijski | 25,4 | Alvin Kraenzlein | Paryż (Francja) | 16 lipca 1900 |

## Finał
| lp | Imię i nazwisko  | Wiek | Reprezentacja     | Czas | Uwagi |
| -- | ---------------- | ---- | ----------------- | ---- | ----- |
| 1  | Harry Hillman    | 22   | Stany Zjednoczone | 24,6 | OR    |
| 2  | Frank Castleman  | 27   | Stany Zjednoczone | 24,9 |       |
| 3  | George Poage     | 23   | Stany Zjednoczone | nn   |       |
| 4  | George Varnell   | 21   | Stany Zjednoczone | nn   |       |
| 5  | Frederick Schule | 24   | Stany Zjednoczone | nn   |       |

Hillman zwyciężył o 2 metry. Był to jego trzeci złoty medal na tych igrzyskach.